# The Big Three Killed My Baby
The Big Three Killed My Baby è un singolo degli The White Stripes pubblicato nel 1999 ed estratto dall'album The White Stripes. Il singolo è seguito dalla canzone Red Bowling Ball Ruth.

## Significato
"The Big Three" ("I grandi tre") si riferisce alle tre maggiori industrie automobilistiche negli anni cinquanta e sessanta: Ford, Chrysler e General Motors. La canzone è un attacco a queste compagnie, relative alla caduta del sindacato dei lavoratori negli anni '60. Jack White ha dichiarato in alcune interviste di non credere che la musica sia un mezzo per messaggi politici, questo fino alla distribuzione di Icky Thump. Recentemente i White Stripes hanno eseguito la canzone dal vivo, con diverse strofe che si riferivano alla Guerra in Iraq.

## Tracce
1. The Big Three Killed My Baby – 2:29
2. Red Bowling Ball Ruth – 2:05

## Video musicale
Non è mai stato fatto nessun video per questa canzone.